# روجر خوسيه دي نورونها سيلفا
روجر خوسيه دي نورونها سيلفا (بالبرتغالية: Roger José de Noronha Silva‏) هو لاعب كرة قدم برازيلي في مركز حراسة المرمى، ولد في 23 يوليو 1972 في Cantagalo, Rio de Janeiro ‏ في البرازيل. شارك مع منتخب البرازيل تحت 20 سنة لكرة القدم. أما مع النوادي، فقد لعب مع بوتافوغو ريغاتاس وجمعية بورتوغيزا الرياضية ونادي سانتوس ونادي ساو باولو ونادي فلامنغو ونادي فيتوريا.

## وصلات خارجية
- روجر خوسيه دي نورونها سيلفا على موقع الاتحاد الدولي (مؤرشف)  (الإنجليزية)
- روجر خوسيه دي نورونها سيلفا على موقع قاعدة بيانات كرة القدم.إي يو (الإنجليزية)